# Stożek (bryła)

Stożek – przypadek najogólniejszy

Stożek kołowy pochyły (nieprosty)

Stożek (łac. conus) – bryła ograniczona przez:
1. powierzchnię stożkową, której krzywa kierująca jest zamknięta;
2. płaszczyznę przecinającą tę powierzchnię stożkową[1].

Mówiąc krótko, stożek powstaje przez połączenie odcinkami dowolnej figury płaskiej z jednym punktem spoza jej płaszczyzny.
W każdym stożku wyróżnia się:
- podstawę – część płaszczyzny wyciętą przez powierzchnię stożkową. Podstawą stożka może być dowolna figura płaska, a jej obwód może być krzywą kierującą powierzchni stożkowej;
- wysokość – odległość wierzchołka od płaszczyzny podstawy.

Jeśli podstawą stożka jest koło, to nazywa się go stożkiem kołowym. Jeśli podstawą jest wielokąt, to taki stożek jest znany jako ostrosłup, przy czym ten typ figur ma też inne definicje.

## Objętość stożka
Wynosi ona:
{\displaystyle V={\frac {1}{3}}Sh,}
gdzie:
{\displaystyle S} – pole powierzchni podstawy stożka,
{\displaystyle h} – wysokość stożka.

## Stożek obrotowy

Schemat stożka obrotowego, czyli kołowego prostego

Animacja tworzenia stożka kołowego prostego przez obrót trójkąta prostokątnego wokół jednej z przyprostokątnych

### Definicje
Jeśli w stożku kołowym rzut wierzchołka na podstawę jest jej środkiem, to taki stożek nazywa się kołowym prostym. Dowolny odcinek między jego wierzchołkiem a podstawą jest znany jako tworząca stożka. Jest to bryła obrotowa powstała przez obrót trójkąta prostokątnego wokół jednej z przyprostokątnych. Dlatego jest też znana jako stożek obrotowy. Stożek bywa definiowany w ten wąski sposób.
Poszczególne boki tego trójkąta prostokątnego są dalej oznaczane:
- {\displaystyle h} – przyprostokątna na osi obrotu, będąca wysokością stożka;
- {\displaystyle r} – druga przyprostokątna, będąca promieniem podstawy;
- {\displaystyle l} – przeciwprostokątna, będąca tworzącą stożka.

### Długość tworzącej
Z twierdzenia Pitagorasa:
{\displaystyle l={\sqrt {r^{2}+h^{2}}}.}

### Pola powierzchni
Pole powierzchni bocznej:
{\displaystyle {\mathcal {P}}_{b}=\pi rl.}
Uzasadnienie: powierzchnia boczna stożka po rozprostowaniu na płaszczyźnie tworzy wycinek kołowy o:
- promieniu takim jak tworząca stożka: {\displaystyle R=l;}
- długości łuku równej obwodowi podstawy stożka: {\displaystyle L=2\pi r.}

Pole powierzchni tego wycinka można obliczyć z ogólnego wzoru:
{\displaystyle {\mathcal {P}}_{b}={\frac {1}{2}}LR={\frac {1}{2}}2\pi rl=\pi rl.}
Pole powierzchni całkowitej:
{\displaystyle {\begin{aligned}{\mathcal {P}}_{c}&={\mathcal {P}}_{b}+{\mathcal {P}}_{p}=\\&=\pi rl+\pi r^{2}=\\&=\pi r(r+l).\end{aligned}}}

### Objętość
{\displaystyle V={\frac {1}{3}}{\mathcal {P}}_{p}h.}
Wzór ten obowiązuje także dla dowolnych ostrosłupów, {\displaystyle {\mathcal {P}}_{p}} jest wtedy polem wielokątnej podstawy. Koło jest granicznym przypadkiem ciągu wielokątów foremnych dla liczby boków dążącej do nieskończoności.

### Kąt rozwarcia stożka
Tym terminem oznacza się kąt przy wierzchołku przekroju osiowego stożka
{\displaystyle \operatorname {tg} {\frac {\alpha }{2}}={\frac {r}{h}}.}

### Kula opisana na stożku obrotowym
Jej objętość wynosi:
{\displaystyle V_{k}={\frac {1}{6}}\pi {\frac {l^{6}}{(l^{2}-r^{2}){\sqrt {l^{2}-r^{2}}}}},}
gdzie:
{\displaystyle l} – długość tworzącej,
{\displaystyle r} – promień podstawy.

### Opis analityczny
Stożek obrotowy w kartezjańskim układzie współrzędnych jest opisany układem nierówności:
{\displaystyle \left\{{\begin{aligned}&x^{2}+y^{2}\leqslant \left({\frac {zr}{h}}\right)^{2}\\&0\leqslant z\leqslant h\end{aligned}}\right.,}
gdzie: {\displaystyle r>0,\ h>0.}